# Gejza Horák
Gejza Horák (ur. 25 lutego 1919 w Haliču, zm. 28 sierpnia 2003 w Bratysławie) – słowacki językoznawca, pedagog i publicysta; popularyzator języka słowackiego.

## Życiorys
Studiował język słowacki i filozofię na Wydziale Filozoficznym Uniwersytetu Komeńskiego w Bratysławie. W latach 1939–1948 pracował jako nauczyciel. W latach 1948–1984 był pracownikiem naukowym Instytutu Językoznawstwa im. Ľ. Štúra; w latach 1954–1957 wykładał język słowacki na uczelniach w Bratysławie i Pradze.
W 1950 r. otrzymał „mały doktorat” (PhDr.), a w 1958 r. uzyskał stopień kandydata nauk.
Początkowo poświęcił się badaniom w dziedzinie dialektologii, później badaniom słowackiego języka standardowego (struktury gramatycznej, ortoepii i stylistyki). Zajmował się także teorią i praktyką kultury językowej. Do obszaru jego zainteresowań naukowych należały również zagadnienia z zakresu leksykologii i leksykografii.
Autor około tysiąca artykułów popularyzatorskich i refleksji nt. współczesnej słowacczyzny literackiej i kultury języka. Tworzył także materiały pedagogiczne, w tym podręczniki i zeszyty ćwiczeń.

## Wybrana twórczość
- Nárečie Pohorelej (1955)
- Tisíc poučení zo spisovnej slovenčiny (1971)
- Jazykové prechádzky prózou (1989)
- Slovo o slove – sto zrniek do nášho jazykového povedomia (1999)